# Anton Hartinger

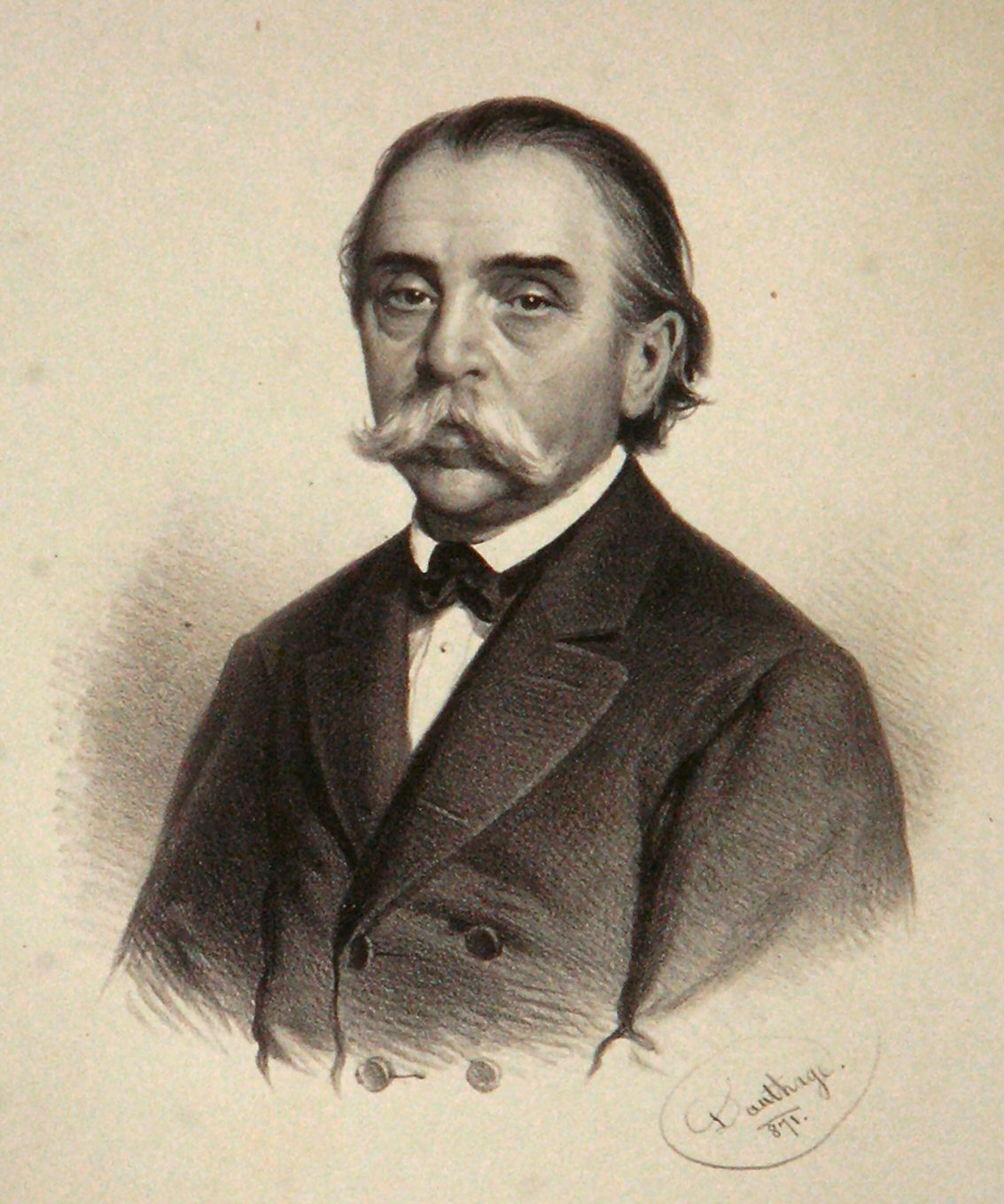
Anton Hartinger, Lithographie von Adolf Dauthage, 1871

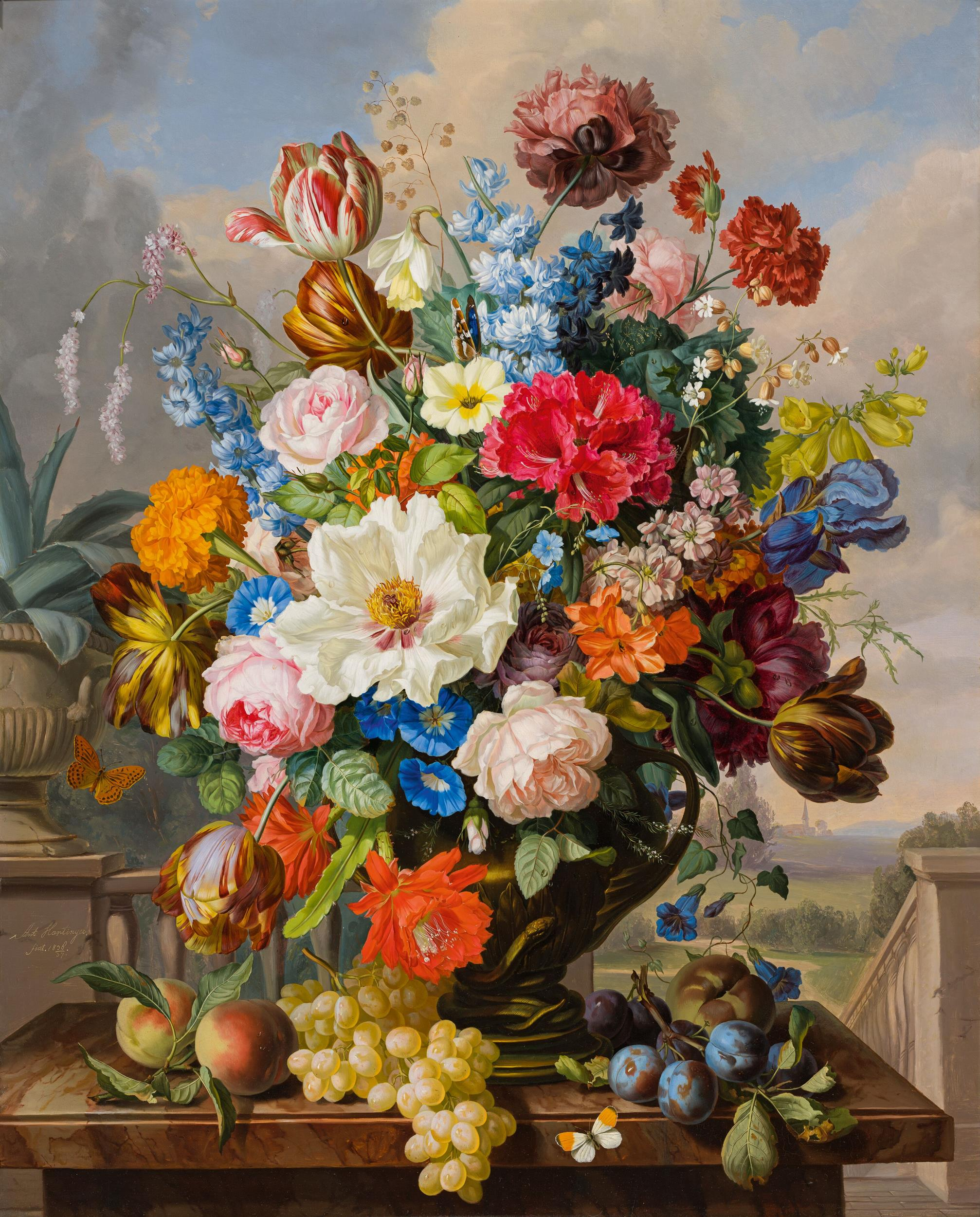
ANTON HARTINGER Flowers with fruits - main work 1836

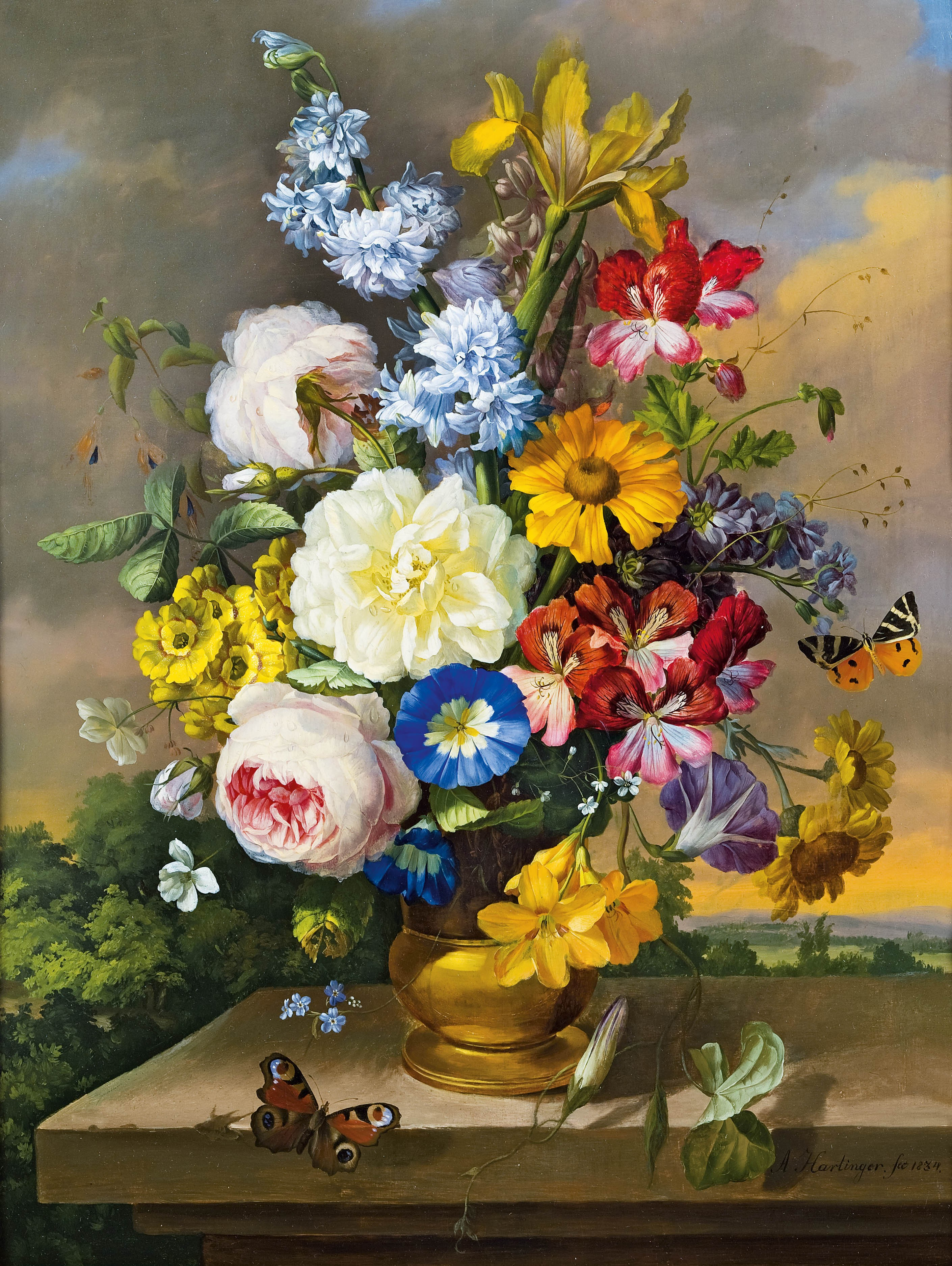
Blumenstillleben von Anton Hartinger, Öl auf Holz (1834)

Anton Hartinger (* 6. August 1806 in Wien; † 7. Jänner 1890 ebenda) war ein österreichischer Blumenmaler und Lithograph.
Hartinger studierte seit 1820 an der Wiener Akademie der bildenden Künste bei Ignaz Strenzel und Sebastian Wegmayr. Er spezialisierte sich dort auf Blumen- und Früchtebilder. So wurde er 1836 Korrektor der Blumen- und Früchteschule der Wiener Akademie, 1843 bis 1851 war er deren Mitglied. 1825 erhielt er den Gundel-Preis für Blumenmalerei, 1829 den Füger-Preis. 1859 gründete er eine lithographische Anstalt, die botanische Werke und Landschaftswerke herausgab. Er erhielt den Titel eines „k. k. Hof Chromo-Lytograf“.

## Werke (Auswahl)
Illustrationen zu:
- Ludwig Zeuschner: Geognostische Beschreibung des Nerineen-Kalkes von Inwald und Roczyny. In: Wilhelm von Haidinger (Hrsg.): Naturwissenschaftliche Abhandlungen 3, 1, Wien 1850, S. 133–146 Taf. XVI–XVII.
- Franz von Hauer: Über die von Herrn Bergrath W. Fuchs in den Venetianer Alpen gesammelten Fossilien. Denkschriften der Kaiserlichen Akademie der Wissenschaften 2, Wien 1850, Taf. I–IV (zobodat.at [PDF]).
- Eduard Palla: Atlas der Alpenflora. Mit Farbtafeln nach Naturaufnahmen und Originalen. Fünf Bände. 2., neubearb. Auflage, hrsg. vom Deutschen und Oesterreichischen Alpenverein. Lindauer, München 1897.